# Реакція Сакагучі
Реа́кція Сакагу́чі — якісна реакція на визначення речовин, що містять гуанідинову групу, зокрема амінокислоту аргініну. Полягає у взаємодії цих сполук із гіпохлоритом або гіпобромітом натрію та α-нафтолом (або 8-гідроксихіноліном) у лужному середовищі з утворенням речовин, що мають червоне забарвлення.

Рівняння реакції Сакагучі

Була запропонована Сакагучі 1925 року для якісного визначення аргініну. Для кількісного аналізу вона не використовувалась, через те, що червоне забарвлення з'являлось дуже повільно, і за цей час гіпохлорит, який використовував Сакагучі, руйнував деякі із гуанідинових груп. У 1929 році Вебер запропонував використовувати гіпоброміт замість гіпохлориту, при цьому забарвлення розвивалось майже миттєво (впродовж 10 с), проте відразу ж починало зникати і його повністю не ставало за 10 хв. Для того, щоб запобігти швидкому вицвітанню кольору, Вебер додавав до реакційної суміші сечовину, яка зв'язує надлишок гіпоброміду. В такому разі забарвлення зберігається впродовж 10 хв, внаслідок чого стає можливим колориметричне (або спектрофотометричне, за поглинанням при 500 нм) вимірювання і визначення кількості аргініну від 0,05 до 0,005 мг. Оскільки забарвлення, що утворюється в реакції Сакагучі дуже чутливе до температури, то всі реагенти перед її проведенням охолоджують до 0 °C, а реакцію проводять на льодяній бані.
Деякі речовини, наявні у гідролізатах білків, такі як аміак, гістидин, тирозин і триптофан можуть перешкоджати нормальному проходженню реакції, тому було запропоновано використовувати вищі концентрації α-нафтолу, що дозволяє зменшити взаємодію з іншими амінокислотами. Проте дуже великі концентрації α-нафтолу не можна використовувати, через те, що він дає жовте забарвлення із гіпобромітом, що може перешкоджати колориметричному вимірюванню. У деяких модифікаціях реакції Сакагучі замість α-нафтолу використовують 8-гідроксихінолін.